# Federación Internacional de Fútbol Independiente
La Federación Internacional de Fútbol Independiente, conocida también por su acrónimo en inglés FIFI (Federation of International Football Independents), fue una asociación de equipos de fútbol de países no reconocidos como la República Turca del Norte de Chipre, regiones autónomas como Groenlandia o el Tíbet y estados secesionistas como Zanzíbar.
FIFI Wild Cup fue el nombre del torneo disputado por los miembros de esta asociación. La primera y única edición se disputó entre el 29 de mayo y el 3 de junio de 2006 en el barrio de St. Pauli en la ciudad alemana de Hamburgo.